# زندان سراوان
زندان سراوان در شهرستان سراوان واقع است. سراوان با جمعیتی برابر ۲۲۰ هزار نفر در منتهی‌الیه شرقی‌ترین نقطه ایران در فاصله ۱۷۴۰ کیلومتری تهران قرار دارد. آب و هوای این شهرستان در تابستان‌ها گرم و خشک و در زمستان معتدل است. نام رئیس زندان سراوان کریم کشته و نام مسئول حفاظت زندان جهان تیغ است.

## شرایط زندان سراوان
به گزارش نقل شده از زندانیان این زندان، رفتار مأموران زندان با زندانیان وحشیانه است به‌طوری‌که بعضی از زندانیان که تحمل این شرایط سخت را ندارند دست به خودکشی می‌زنند. از جمله رفتار مأمورین زندان بازرسی‌های ماهانه و تفتیش وسایل شخصی زندانیان است. در یک نمونه در ۱۰ تیر ۱۳۹۶ مأموران زندان کلیه زندانیان را از بند خارج کرده و به فضای بیرون در زیر آفتاب با هوای ۵۰ درجه فرستادند و سپس کلیه وسایل شخصی زندانیان را بهم ریخته و لوازمی از قبیل شامپو، پودر شستشو، البسه و دفترچه خاطرات شخصی زندانیان را جمع‌آوری کرده باخود بردند. در اثر این فشارها در سال ۹۵–۹۶ قریب به ۴۰ نفر از زندانیان دست به خودکشی زدند.
خرید و فروش شربت متادون، قرص‌های روانگردان و نشئه‌آور مثل: کلوناز، دیازپام، الپرازلام و… و انواع مواد مخدر از جمله: شیشه، کریستال، تریاک، حشیش و هروئین در تمام بندها رایج است و هیچگونه اقدام جدی برای جمع کردن این بساط از سوی مسئولین زندان صورت نمی‌گیرد، و اعتراض زندانیان در برابر این وضعیت نیز با فرستادن به قرنطینه، شکنجه و تهدید همراه است.
در ۹ بهمن ۱۳۹۵ یکی زندانی ۳۰ ساله در زندان سراوان بنام اکبر کمالی در قرنطینه زندان با ناراحتی قلبی مواجه شد که در اثر عدم رسیدگی جان سپرد و جهان تیغ، مسئول حفاظت زندان سایر زندانیان را تهدید کرد که نباید خبر این فوت را به بیرون بدهند.
توضیح آن‌که بهداری زندان سراوان دارای هیچ‌گونه امکانات برای مداوای بیماران نیست. تنها یک پزشک ماهی یک یا دو بار برای معاینه بیماران به زندان سر می‌زند.

## اعدام در زندان سراوان
در ۱۶ مرداد ۱۳۹۳ گزارش شد که ۲ نفر در زندان سراوان اعدام شدند اسامی آن‌ها محمد حنیف میر بلوچ زهی و عزیز نوتی‌زهی بودند.
در ۷ خرداد ۱۳۹۶ در یک اعدام جمعی در زندان سراوان دست کم ۳ زندانی در محوطه زندان بدار آویخته شدند. اسامی این زندانیان عبارت‌اند از دوست محمد دوشنبه زهی حدوداً ۶۵ ساله، اسلام نارویی ۳۳ ساله و کولیان‌یار احمدزهی ۳۷ ساله. قوه قضائیه خبر این اعدام‌ها را منتشر نکرده‌است.